# سوريجارفي
سوّريجارفي هي بحيرة متوسطة الحجم في منطقة تجمعات المياه الرئيسي فوكسي. وهي تقع في مناطق شمال كاريليا وسافو الجنوبية في فنلندا.
اسم سوّريجارفي يعني بحيرة كبيرة. هناك 32 من البحيرات بنفس الاسم في فنلندا. هذه هي أكبر واحدة بينهم.